# Heinrich Vollmer
Heinrich Vollmer (Altdorf, distrito de Esslingen, 26 de julio de 1885-Tubinga, 1 de julio de 1961) fue un ingeniero y empresario alemán, uno de los más destacados diseñadores de armas de infantería en el período de entreguerras.

## Primeros años
Desde muy temprana edad Vollmer manifestó ambición empresarial. Así, ya en febrero de 1909 solicitó una patente de triscadora y limadora de sierras madereras, y en marzo fundaba junto a Carl Mayer (no confundir con el guionista de cine) la empresa Mayer & Vollmer (más tarde Vollmer Werke Maschinenfabrik GmbH) en Ebingen, que en principio produjo herramientas para el corte de la madera. El éxito fue inmediato y al año siguiente la empresa se trasladó a Biberach y comenzó a exportar al extranjero, convirtiéndose además en uno de los más importantes fabricantes de maquinaria y sistemas para el acabado y reavivado de herramientas. Tras la Primera Guerra Mundial la empresa amplía su gama con nuevas afiladoras y triscadoras que llegan a nuevos mercados del exterior.
Además, Vollmer también se dedicó desde muy pronto a la industria militar, terreno al que su primera aportación fue una arcaica camisa antibalas basada en las armaduras medievales que presentó al Ministro de Guerra de Wurtemberg en 1912. Sin embargo, esta camisa no resistió cuando fue puesta a prueba.

## Primera Guerra Mundial
Llamado a filas por el Ejército Imperial Alemán en 1914, pronto dejó el servicio militar por su condición de empresario y su fábrica comenzó a producir armas para el Ejército Imperial alemán. En régimen de subcontrata, la Vollmer Werke Maschinenfabrik GmbH se dedicó a producir algunas piezas del fusil Mauser 98 y de la ametralladora MG 08 (producida bajo licencia Maxim). Esta actividad menor dentro de la industria armamentística estimuló el ingenio de Heinrich Vollmer, que ya en 1918 consiguió que le fuera otorgada la patente de un dispositivo de alimentación sin cinta para la ametralladora MG 08/15. Este fue seguido por un dispositivo similar para el subfusil MP 18, que consistía en un cargador helicoidal de 60 cartuchos que iba colgado del cinturón del soldado y estaba conectado al brocal del subfusil a través de una manguera flexible (este último puede verse en el Museo técnico de Coblenza, con el #50008). El dispositivo demostró funcionar, pero la guerra terminó antes de que pudiera ser aprobado.

## Período de entreguerras
A inicios de la década de 1920, Vollmer empezó a desarrollar sus propios subfusiles además de las herramientas de corte de madera. Sus primeros modelos, llamados VPG, VPGa, VPF y VMP1925 (Vollmer Maschinenpistole 1925), eran bastantes parecidos al MP 18. El VMP1925 tenía una empuñadura de madera y era alimentado por un pequeño tambor de 25 cartuchos, conectado directamente al subfusil. Fue probado en secreto por el Ejército alemán, junto a modelos de Schmeisser y Rheinmetall (el Ejército tenía prohibido emplear subfusiles según las cláusulas del Tratado de Versalles, pero a la Policía alemana se permitió emplear una pequeña cantidad). Se le otorgaron fondos secretos a Vollmer para que continuase su desarrollo, dando origen al VMP1926, que se distinguía de su predecesor por la retirada de la camisa de enfriamiento del cañón. Un desarrollo subsiguiente fue el VMP1928, que introdujo un cargador recto de 32 cartuchos, insertado en un brocal ubicado en el lado izquierdo del cajón de mecanismos. El desarrollo final de la serie fue el VMP1930 (también puede verse en el Museo técnico de Coblenza). Este modelo introdujo una importante innovación: el muelle recuperador telescópico, que hizo más fiable al subfusil y facilitó su desarmado y armado en campaña. Vollmer solicitó una patente para su innovación en 1930, obteniéndola en 1933 como la DRP# 580620. Pero su empresa, Vollmer Werke, solamente produjo 400 subfusiles VMP1930 y la mayoría fueron vendidos a Bulgaria. A fines de 1930, el Ejército cesó su apoyo financiero a Vollmer. El 20 de octubre de 1931, Vollmer vendió los derechos de todos sus diseños a la Erfurter Maschinenfabrik (ERMA), que los siguió desarrollando en el subfusil EMP.
Vollmer también diseñó algunas ametralladoras. Su trabajo inicial con estas armas pudo haber empezado en 1916. En 1927 diseñó la ametralladora ligera VMG 1927 (Vollmer Maschinegewehr 1927), que más tarde la desarrollo en colaboración con Mauser Werke y dio origen a la MV 31 (Mauser-Vollmer 1931). Sin embargo, esta ametralladora no fue adoptada por el Ejército. En su lugar fue adoptada la ametralladora de propósito general MG 34, también desarrollada por Vollmer, pero a partir de la Solothurn S2-100 (MG 30) y que finalmente equiparía a las Fuerzas Armadas alemanas en grandes cantidades. 
Paralelamente a estos proyectos, este ingeniero trabajó en el desarrollo de un fusil automático de calibre 7,92 mm que pretendía que llegara a ser el arma principal de la infantería alemana, y para ella obtuvo una cobertura de patente designándola como S-29. Aunque tampoco fue adoptada, Vollmer fue contactado en 1935 por la compañía de Gustav Genschow para modificar su nueva arma tomando como base un nuevo cartucho intermedio desarrollado por dicha firma. El resultado fue el fusil Vollmer M35, directo predecesor de un nuevo tipo de armas de fuego: el fusil de asalto. Probado por la Waffenamt (Agencia de armas del Ejército alemán) en 1938, el fusil fue rechazado probablemente por fabricarse mediante fresado y torneado en una época en que ya primaba el uso masivo de piezas estampadas y soldadas, que permitían incrementar la tasa de producción.

## Segunda Guerra Mundial y posguerra
Al estallido de la Segunda Guerra Mundial la actividad de Vollmer como diseñador de armas cesó prácticamente, y en su fábrica sólo se producían algunas piezas del subfusil MP 40. Tras la guerra Vollmer se centró en la creación de máquinas y herramientas de corte de madera, actividad en la que permaneció hasta su muerte en 1961. Su compañía aún existe y cuenta con más de 700 empleados en todo el mundo.
Heinrich Vollmer nunca fue empleado de la ERMA, aunque diseños suyos sirvieron de base para los famosos subfusiles automáticos MP 38 y MP 40 producidos masivamente por esta fábrica. Heinrich Vollmer fue uno de los principales diseñadores alemanes de armas y, aunque ninguno de sus diseños directos fue aprobado para la producción en masa, es indiscutible y reconocida su aportación al diseño de armas en el período de entreguerras. 